# بوژان دوبشووا
بوژان دوبشووا (به انگلیسی: Božena Dobešová) ژیمناست زادهٔ ۲ اکتبر ۱۹۱۴ میلادی اهل کشور چکسلواکی است.